# Synyster Gates
Synyster Gates, Syn (właśc. Brian Elwin Haner, Jr., ur. 7 lipca 1981 r.) – gitarzysta prowadzący i wokalista wspierający amerykańskiego zespołu Avenged Sevenfold.  Zajmuje 87. miejsce na liście Guitar World's 100 Greatest Guitarists Of All Time. W 2016 roku wraz z Zacky'm Vengeance został wybrany najlepszym metalowym gitarzystą na świecie przez Total Guitar.

## Wczesne życie
Synyster Gates jest synem muzyka, autora i komedianta Briana Hanera, który współpracował z zespołem Sama Shama w latach siedemdziesiątych, a także później okazjonalnie z zespołem Avenged Sevenfold. Gates uczęszczał do Musicians Institute w Los Angeles, w Kalifornii, w ramach programu Guitar Institute of Music, studiując jazz i klasyczną gitarę. Ma korzenie niemieckie oraz hiszpańskie. 

## Inspiracje
Oprócz muzyki metalowej, Synyster Gates jest wielkim fanem jazzu, muzyki klasycznej i awangardowej. Jego inspiracjami artystycznymi są Dimebag Darrell, John Petrucci, Slash, Marty Friedman, Zakk Wylde, Allan Holdsworth, Tony Lombardo i Frank Gambale.

## Avenged Sevenfold
Gates pojawił się na EP zespołu pt. Warmness on the Soul, która zawierała wybrane utwory z pierwszego albumu oraz nową wersję utworu "To End The Rapture". 
Na DVD pt All Excess, Gates przyznał, że jego przydomek wymyślił z The Rev'em podczas pijanej przechadzki w parku.
W 2008 roku Gates został wybrany najseksowniejszym mężczyzną według czytelników magazynu Kerrang. W 2010 roku Guitar World wymienił go jako jednego z 30 największych shredderów wszech czasów. Gates został wybrany jednym z 50 najszybszych gitarzystów Guitar Hero. W ankiecie czytelników w 2010 roku został nazwany najbardziej szykownym i najlepszym metalowym gitarzystą. W 2010 roku czytelnicy Rock One Magazine wybrali Gatesa trzecim najlepszym muzykiem w branży. 20 kwietnia 2011 Syn razem z Zacky'm Vengeance wygrał nagrodę Revolver Golden God dla najlepszego gitarzysty.
W specjalnym wydaniu magazynu Revolver Gates przyznał, że zaczął pisać piosenkę "So Far Away" na cześć swojego zmarłego dziadka. Ostatecznie stała się ona hołdem dla byłego przyjaciela Syna, poprzedniego perkusisty A7X - Jimmy'ego "The Rev" Sullivana, który zmarł 28 grudnia 2009 roku.

## Pinkly Smooth
Zespół stworzony w 2001 roku w Huntington Beach w Kalifornii składał się z byłych członków Ballistico: Bucka Silverspura na basie i D-Rock'a na perkusji, a także Sullivana i Gatesa. Zespół wydał jeden album pt. Unfortunate Snort w Bucktan Records. Był on mieszanką punka, ska i metalu progresywnego. Pierwotny członek Avenged Sevenfold, basista Justin Sane grał na keyboardzie i pianinie.

## Życie osobiste
Synyster Gates poślubił Michelle DiBenedetto 10 maja 2010 roku. Siostra Michelle Valary jest żoną wokalisty zespołu - M. Shadowsa.
12 Maja 2017 roku Syn i Michelle powitali na świecie swoje pierwsze dziecko. Urodził im się syn, któremu nadali imię  Nicolangelo Saint James Haner.

## Dyskografia

### Z Avenged Sevenfold
- Sounding the Seventh Trumpet (2001) (tylko na nowo wydanej wersji"To End the Rapture")
- Waking the Fallen (2003)
- City of Evil (2005)
- Avenged Sevenfold (2007)
- Live in the LBC & Diamonds in the Rough (2008)
- Nightmare (2010)
- Hail to the King (2013)
- The Stage (2016)

### Z Pinkly Smooth
- Unfortunate Snort (2002)

### Występy gościnne
- Bleeding Through's "Savior, Saint, Salvation," utwór (wraz z M. Shadows'em)
- Good Charlotte's "The River" utwór i teledysk (wraz z M. Shadows'em)
- Burn Halo's "Dirty Little Girl" utwór i teledysk
- Burn Halo's "Anejo" utwór
- Brian Haner's "Blow-Up Doll" teledysk
- The Jeff Dunham Show intro song (wraz ze swoim ojcem).
- AxeWound's "Vultures" utwór
- MGK's "Save Me" utwór (wraz z M. Shadows'em)

## Instrumentarium
| Gitary - Schecter Synyster Gates Signature Custom - Schecter Guitar Research Synyster Gates Deluxe Electric Guitar - Schecter Avengers Electric Guitar - Schecter Custom C-1 FR Electric Guitar - Schecter Hellraiser C-1 FR Electric Guitar - Schecter Guitar Research S-1 Custom Electric Guitar - Schecter Guitar Research Hellraiser Special C-1 Fr Electric Guitar - Schecter PT Fastback Electric Guitar - Gibson Custom Les Paul Custom Electric Guitar Black - Parker Guitars Fly Mojo Flame Electric Guitar Black Cherry Burst - Schecter S-1 loaded with Seymour Duncan JBs - Ibanez RG Prestige Electric Guitar |  | Wzmacniacze i kolumny głośnikowe - Schecter Hellwin Synyster Gates Amplifiers Hellwin USA 100 - Schecter Guitar Research Syn412-St Hellwin USA 4X12 Straight Guitar Speaker Cabinet - BlackSchecter Guitar Research Syn100-H Hellwin USA 100W Tube Guitar Amp Head Black - Marshall JVM205H - Marshall Jvm Series Jvm205h 50W Tube Guitar Amp Head Black - Marshall Jcm800 2203 Vintage Series 100W Tube Head - Bogner Uberschall Series 120W Tube Guitar Amp Head With El34s Black Metal Grill - Bogner Uberkab 4x12" Cabinets - Bogner Standard 4x12" Cabinets - Bogner 412Stu 210W 4X12 Uberkab Guitar Speaker Cabinet Black Straight - Mesa Boogie Triple Rectifiers - Mesa Boogie Triple Rectifier 150W Tube Guitar Amp Head Black - Krank Revolution Head - Krank Revolution Rep 120W Tube Guitar Amp Head Black Black Grill - Krank Revolution 4x12" cabinet - Krank Revolution 4X12 Speaker Cabinet Silver Black Grill - Marshall various low-watt combos - Marshall 4x12" cab 1960b - Marshall 1960A Or 1960B 300W 4X12 Guitar Extension Cabinet Straight |